# Microlicia fulva
Microlicia fulva là một loài thực vật có hoa trong họ Mua. Loài này được (Spreng.) Cham. mô tả khoa học đầu tiên năm 1834.